# Chlorurus enneacanthus
Chlorurus enneacanthus е вид лъчеперка от семейство Scaridae.

## Разпространение
Видът е разпространен в Британска индоокеанска територия (Чагос), Индия (Андамански и Никобарски острови), Индонезия, Кения, Кокосови острови, Мавриций, Малдиви, Мозамбик, Остров Рождество, Реюнион, Сейшели, Танзания и Шри Ланка.